# Bakau
Bakau város az Atlanti-óceán mentén Gambiában, ami a fővárostól, Banjultól nyugatra fekszik. Ismert a botanikus kertjeiről, a krokodilmedencéjéről a Cape Pointi strandjáról. Gambia egyik legfejlettebb városa. Bakauhoz és Banjulhoz közel van az ország legnagyobb városa, Serekunda.

## Történet
Bakauban található a Kachikally múzeum és krokodilmedence, ami korábban egy kis faluban helyezkedett el, ami ma maga a város belföldjének középső része, aminek a fontossága a 19. században jelentősen nőtt, különösen azért, mert a korábbi gyarmati ügyintézők privát munkáját számolták fel, és ezért pálmafa található itt.

## Gazdaság
A turizmus az egyik legfontosabb üzleti tevékenység, így a jó jövedelemből az önkormánytati hatóságért sok alkalmazást nyújt. Cape Pointnál néhány strandot alakítottak ki, ami egyedülálló az országban, így a szállodák közelében lévő embereknek nyújtanak otthont. A főút mentén egy piac is megtalálható, illetve néhány vendégház is. A bankok és egyéb vállalatok irodákat tartanak fenn.
A halászat is igen fontos ágazat, hiszen a halárusítás is a tengerpartnál van, ami rengeteg turistát vonz. Rengeteg jeges áru is helyezkedik el.
Az Afrinat Nemzetközi Repülőtér főirodája is Bakauban található.

## Oktatás
A bakaui magániskolát 1947-ben alapították, ami az ország legidősebb iskoláinak egyike. Ma már több általános és középiskola, illetve társadalmi és magániskola is megtalálható. Az École Française de Banjul nevű francia nemzetközi iskola is Bakauban lelhető fel.
A maláriakutatásról ismert Orvosi Kutatótanács is itt található.

## Infrastruktúra
Bakau az ország egyik legfejlettebb településének számít Gambiában, kikövezett főutakkal és egyetemleges elektromos hálózattal. A városban megtalálható több szálloda és vendégház is. Az egyetlen nemzeti stadion, a Függetlenség Stadion is itt helyezkedik el.
A nemzeti műsorszórást a Radio Gambia nevű rádióadó bonyolítja a Mile 7 Studios nevű stúdióban. A közelben található még katonai tábor, rendőrségi barakk és egy tűzoltóság is. 

## Látnivalók
- Kachikally Krokodilmedence
- Botanikus kertek
- Fajara Hotel
- Ocean Bay Hotel
- Afrikai Falusi Hotel
- Cape Point Hotel
- SunBeach Hotel
- Kerti Vendégház

## Híres emberek
- Njogu Demba-Nyrén, focista
- Kekuta Manneh, focista
- Amadou Sanyang, focista
- Sherif Bojang, informatikus és kommunista politikus
- Lamin Jallow, focista

## Képgaléria
- Fájl:Gambia 008 from KG.jpg

## Fordítás
- Ez a szócikk részben vagy egészben  a   Bakau című angol Wikipédia-szócikk fordításán alapul.  Az eredeti cikk szerkesztőit annak laptörténete sorolja fel. Ez a jelzés csupán a megfogalmazás eredetét és a szerzői jogokat jelzi, nem szolgál a cikkben szereplő információk forrásmegjelöléseként.